# Johnny Weir
John Garvin "Johnny" Weir (Coatesville, Pensilvania, Estados Unidos, 2 de julio de 1984) es un patinador retirado de patinaje artístico sobre hielo estadounidense. Weir ha participado en dos olimpiadas, medallista de bronce en el Campeonato Mundial de 2008, dos veces medallista de bronce en el Final del Grand Prix, campeón mundial juvenil en 2001 y tres veces campeón nacional de EE. UU. (2004-2006).

## Primeros años
John Garvin Weir nació el 2 de julio de 1984 en el condado Coatesville, Pensilvania, como el hijo mayor de John y Patti Weir (née Moore). Tiene un hermano cuatro años menor, Brian. Weir posee ascendencia noruega. Fue criado en Quarryville, una ciudad al sur del condado de Lancaster. Cuando era niño, solía practicar deportes ecuestres con un poni al que Weir nombró "My Blue Shadow", una cruza de Shetland árabe. Sufrió acoso durante su infancia, citando que de pequeño solían confundirlo con una niña y que al crecer los estudiantes de secundaria lo llamaban gay o marica.
Poco después de que Weir comenzara a patinar a la edad de doce años, su familia se mudó a Newark, Delaware, para que pudiera estar cerca de la pista de entrenamiento y entrenador. En el verano de 2007, se mudó a Lyndhurst, Nueva Jersey, y comenzó a entrenar en las cercanías de Wayne. Weir se graduó con honores en la Escuela Secundaria Newark y estudió lingüística a tiempo parcial en la Universidad de Delaware antes de abandonarla para concentrarse a tiempo completo en el patinaje.

## Carrera

### Carrera temprana
Weir se interesó en el patinaje artístico a la edad de once años, tras ver a la patinadora ucraniana Oksana Bayul ganar la medalla oro olímpica en 1994. Comenzó a practicar por su cuenta con patines de ruedas en su sótano, hasta que posteriormente sus padres le compraron un par de patines de hielo de segunda mano. Weir entonces pasaría a practicar en un campo de maíz congelado detrás de la casa familiar. Sus padres le enviaron a lecciones de patinaje grupales en la Universidad de Delaware, donde la entrenadora Priscilla Hill notaría su talento y lo tomó como uno de sus estudiantes.
A pesar de que comenzó a patinar a una edad relativamente tardía, Weir progresó rápidamente e incluso realizó un salto Axel en su primera semana como patinador. Sus padres no podían costear sus actividades ecuestres y patinaje artístico simultáneamente, por lo que Weir decidió abandonar la primera y centró su atención en el patinaje. Llegó a competir en patinaje en pareja con Jodi Rudden en los niveles juveniles e intermedios, pero lo abandonó para concentrarse en el patinaje individual.
La primera gran victoria de Weir se produjo en 2001 cuando, a la edad de dieciséis años, patinó tres programas perfectos en el Campeonato Mundial Juvenil y ganó la medalla de oro por delante del también patinador estadounidense, Evan Lysacek. Aquella fue la primera vez, desde 1987, que Estados Unidos obtuvo el primer y segundo puesto en el podio del campeonato juvenil. El mismo año, Weir también ocupó el sexto lugar en su debut en el Campeonato de Estados Unidos sénior.
En el Campeonato de Estados Unidos de 2003, Weir se accidentó golpeando la pared durante su programa largo. Volvió a comenzar el programa, pero se lastimó la rodilla en un aterrizaje fallido de triple axel. Demasiado lesionado como para volver a patinar, Weir se retiró de la competencia. Poco después, se trasladaría del club FSC de la Universidad de Delaware al Skating Club de Nueva York, que todavía le representa.

### Temporada de 2003–2004

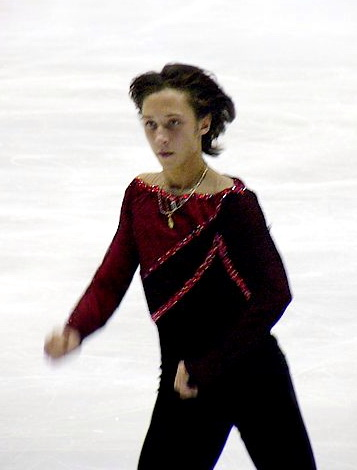
Weir en el Trofeo NHK de 2004.

Durante la temporada de 2003-2004, Weir calificó para los Nacionales de los Estados Unidos al ganar los campeonatos regionales y seccionales. Recibió la primera puntuación de 6.0 de su carrera durante su programa largo en el Campeonato de EE. UU. 2004, ganando el oro sobre Michael Weiss y Matthew Savoie. Luego compitió en el Campeonato Mundial, donde obtuvo el quinto lugar.

### Temporada de 2004–2005
En la temporada de 2004-2005, Weir ganó sus dos primeros títulos en el Grand Prix. Ganó el primero en el Trofeo NHK en Japón y el segundo en el Trofeo Éric Bompard en Francia. Solo dos eventos del Grand Prix por temporada pueden contar para los puntos de un patinador bajo las reglas de la ISU, pero Weir también patinó en la Copa de Rusia sin puntos oficiales y se llevó la medalla de plata detrás del actual campeón mundial Evgeni Plushenko. 
En el Campeonato de Estados Unidos de 2005, obtuvo 6.0 puntos durante la presentación de su programa libre y defendió su título nacional. Luego pasó a competir en el Campeonato Mundial de 2005 con una lesión en el pie, quedando en cuarto lugar.

### Temporada de 2005–2006

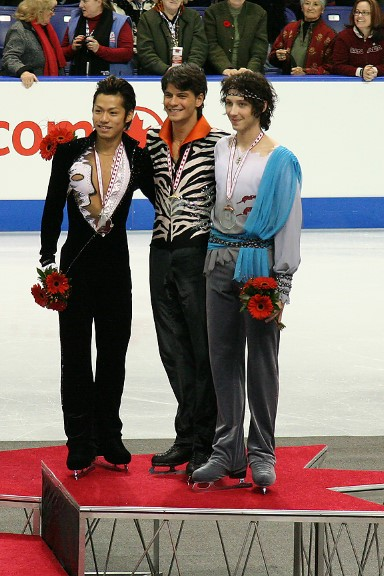
Weir (derecha) junto a Daisuke Takahashi (izquierda) y Stéphane Lambiel (centro) en el Skate Canada de 2006.

En el Skate Canada de 2005, Weir calificó en el séptimo lugar después de torcerse el tobillo en el aterrizaje de uno de sus saltos durante el inicio del programa libre, teniendo además, dificultades en el resto del programa. Weir calificó tercero en la Copa de Rusia. 
En diciembre de 2005, Weir ganó la competencia masculina en el Marshall's Figure Skating Challenge 2005, en el cual los resultados se determinaron en vivo mediante votos y textos de los televidentes, ganando en la ronda final sobre Michael Weiss contando con el 64% de los votos.
En el Campeonato de Estados Unidos de 2006, ganó su tercer título consecutivo y, como campeón nacional, calificando automáticamente a los Juegos Olímpicos y mundiales. En las Olimpiadas de invierno de 2006, Weir patinó un programa corto que rompió su marca personal y quedó en el segundo lugar detrás de Evgeni Plushenko. Sin embargo, Weir omitió algunos de los saltos en el programa libre y terminó en el quinto lugar. En el Campeonato Mundial de 2006, Weir terminó séptimo, sufriendo una lesión en la espalda.

### Temporada de 2006–2007

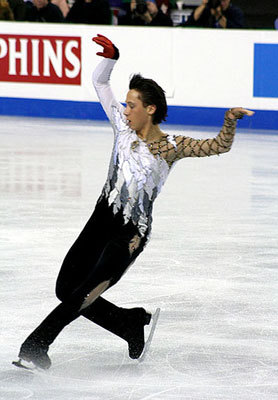
Weir interpretando una de sus piezas más conocidas y emblemáticas, The Swan.

Weir comenzó la temporada competitiva de 2006-2007 en el Skate Canada, donde ocupó el tercer lugar. Luego pasaría a la Copa de Rusia y ganaría la medalla de plata, siendo su tercera medalla consecutiva en el evento. Se posicionó en el segundo lugar en el Marshall's Figure Skating Challenge de 2006 con su actuación de The Swan, una versión de exhibición de su programa olímpico, una de las piezas más conocidas y emblemáticas de Weir.
Weir se retiró de la Final del Grand Prix antes del programa libre debido a una lesión en la cadera que sufrió en una caída durante el programa corto. En el Campeonato de EE. UU. de 2007, Weir calificó en el segundo lugar en el programa corto, menos de un punto detrás de Evan Lysacek. En el programa libre, no pudo completar su triple axel, tropezó en un triple loop y duplicó varias de sus combinaciones con el fin de obtener más puntos. También intentó realizar un loop cuádruple pero no logró aterrizar correctamente. Weir perdió su título nacional y terminó en el tercer lugar. En el Campeonato Mundial, Weir quedó octavo.

### Temporada de 2007–2008
Después de la fallida temporada anterior, Weir tomó la decisión de cambiar de entrenador y se trasladó a Nueva Jersey para entrenar con la entrenadora ucraniana Galina Zmievskaya. Posteriormente, obtuvo un gran rendimiento en la Copa de China, donde patinó dos programas perfectos, logrando nuevos récords personales tanto en su programa libre como en el general, ganando la medalla de oro sobre Evan Lysacek. Luego pasaría a la Copa de Rusia, donde también ganaría la medalla de oro. Estos puestos le aseguraron un lugar en la Final del Gran Prix de 2007-2008, donde Weir compitió con una lesión en su pie y tropezó en sus programa corto y largo, pero aún logró posicionarse en el cuarto lugar.
En el Campeonato de EE. UU. de 2008, Weir ganó el programa corto sobre Lysacek por 1.35 puntos, pero Lysacek ganó el programa largo por exactamente la misma cantidad, lo que resultó en un empate. Weir completó un bucle cuádruple de dos pies en su largo programa y anotó más puntos en sus saltos y en los componentes del programa que Lysacek, pero Lysacek anotó más puntos por sus giros y juego de pies. Según las reglas de la ISU, en caso de empate, el ganador del programa largo recibe la medalla de oro, por lo que Weir recibió la medalla de plata.
En el Campeonato Mundial de 2008, Weir patinó un programa corto que recibió el mejor puntaje de su carrera y lo ubicó en el segundo lugar. En el programa libre, patinó de manera constante pero tentativa, eliminando el segundo salto de su primera combinación planificada y doblando un triple salto planificado en otra combinación. Sin embargo, el programa fue lo suficientemente bueno como para que Weir ganara su primera medalla mundial, un bronce, y evitó que Estados Unidos quedara excluido de las medallas en un Campeonato Mundial por primera vez desde 1994.

### Temporada de 2008–2009
Weir comenzó la temporada 2008-2009 ganando la medalla de plata en el Skate America en octubre de 2008. Luego pasaría al Trofeo NHK a finales de noviembre, donde compitió mientras sufría de un fuerte resfriado, pero aun así logró ganar su segunda medalla de plata de la temporada. Estos dos torneos le calificaron para el Grand Prix, donde ganaría la medalla de bronce en diciembre de 2008.
Durante las vacaciones de Navidad de 2008, Weir viajó a Corea del Sur para actuar en un espectáculo de patinaje benéfico. Mientras estuvo allí, contrajo un severo virus estomacal que lo dejó hospitalizado y le hizo perder ocho kilos en tan solo un día. Weir no fue capaz de recuperar el peso perdido o de entrenar correctamente antes del Campeonato de EE. UU. en enero de 2009, donde calificaría en el quinto puesto. Fue la primera vez desde 2003 que Weir quedó fuera del podio en los nacionales. Consecuentemente, no calificó para el equipo de EE. UU. para el Campeonato Mundial.

### Temporada de 2009–2010

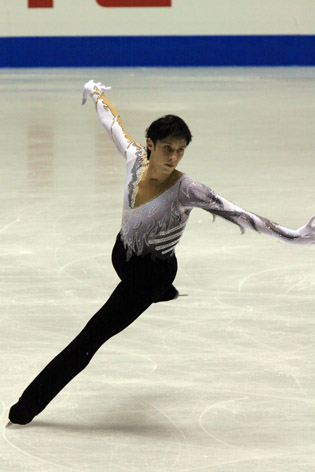
Weir en el Grand Prix Final de 2009.

Para esta temporada, Weir acudió al coreógrafo de patinaje David Wilson para coordinar sus programas. El 26 de septiembre de 2009, estrenó un nuevo programa corto con música compuesta por Raúl di Blasio, para conmemorar los atentados del 11 de septiembre.
En la temporada del Grand Prix de 2009, Weir se posicionó cuarto en la Copa de Rusia después de duplicar varios de sus saltos triples en sus programas cortos y largos, pero dos semanas más tarde se alzó nuevamente y ganó la plata en el Trofeo NHK, mientras sufría de un resfriado e infección sinusal. Weir calificó para la Final del Gran Prix en Tokio, Japón, donde ganó la medalla de bronce.
Weir ganó la medalla de bronce en el Campeonato de EE. UU. de 2010 en Spokane, Washington, y posteriormente calificó en el equipo de EE. UU. para los Juegos Olímpicos. En los Juegos Olímpicos de Invierno de 2010, Weir terminó sexto, con un puntaje combinado de 238.87, un nuevo récord personal para Weir.

### Temporadas finales: 2010–2013

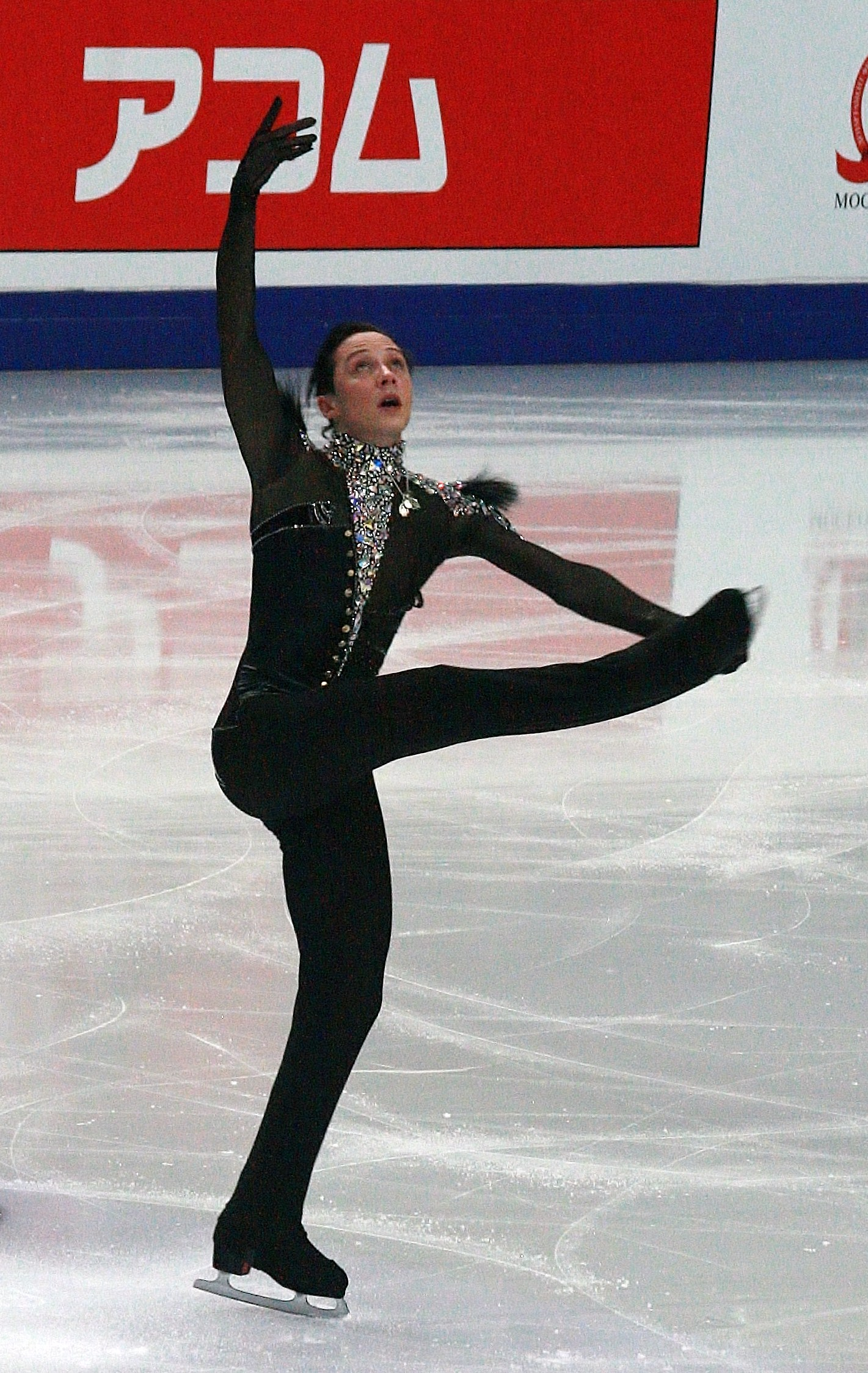
Weir en la Copa Rostelecom de 2012.

Weir no compitió durante la temporada de 2010-2011 y, en junio de 2011 confirmó que también estaría ausente en la temporada de 2011-2012, sugiriendo que su retorno podría ser posible. Weir indicó que esperaba competir en los Juegos Olímpicos de Sochi 2014 "a pesar de que voy a ser viejo". 
En enero de 2012, Weir declaró su intención de regresar a la competición en la temporada de 2012-2013. Informó que continuaría trabajando con Galina Zmievskaya, Viktor Petrenko y Nina Petrenko en Hackensack, Nueva Jersey. En mayo de 2012, Weir fue asignado a dos eventos del Gran Prix, la Copa Rostelecom y el Trofeo Éric Bompard. Regresó a la competencia en el Trofeo Finlandia, comentando que «nunca quise ni un minuto más de patinaje sobre hielo competitivo después de Vancouver, pero lo pensé durante dos años y todo es posible [...] no hay nada como competir y la sensación que me produce».
Debido a una lesión en la cadera, Weir se retiró de la Copa Rostelecom después del programa corto y del Trofeo Eric Bompard antes del comienzo del evento. Decidió no competir en el Campeonato de EE. UU. 2013. En septiembre de 2013, se anunció que Weir no se había inscrito en los eventos clasificatorios para el Campeonato de EE. UU. de 2014, donde los patinadores compiten por las plazas olímpicas. El 23 de octubre de 2013, Weir anunció su retiro del patinaje y que se uniría a los Juegos Olímpicos de NBC como analista de patinaje para los Juegos de Invierno en Sochi.

## Entrenamiento y técnica

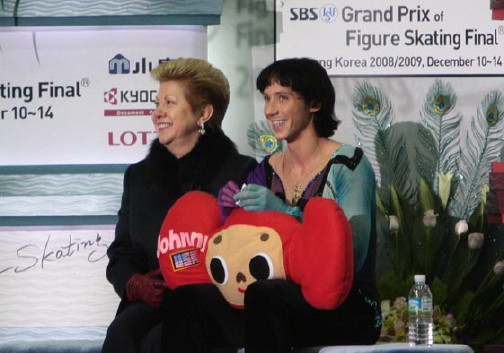
Weir y Zmievskaya durante el Grand Prix Final de 2008.

Desde los comienzos de su carrera a la edad de doce años, Weir fue entrenado por Priscilla Hill. Weir y Hill inicialmente trabajaron juntos en la Universidad de Delaware en Newark, y después de la temporada 2002/2003 se trasladaron al Pond Ice Arena, también en Newark. Weir también pasó parte de cada verano entre 2003 y 2005 practicando con la entrenadora rusa Tatiana Tarasova en el International Skating Center de Connecticut. En el verano de 2007, cuando se trasladó al Ice Vault Arena en Wayne, Nueva Jersey, Weir pasó a ser entrenado por Galina Zmievskaya, quien previamente había entrenado al ídolo de Weir, Oksana Baiul. El yerno de Zmievskaya y medallista de oro olímpico, Viktor Petrenko, actuó como asistente de esta, mientras que su hija, Nina Petrenko, fue una de sus coreógrafas. 
Weir fue reconocido por su estilo deportivo y elegante. Los analistas notaron que era excepcionalmente artístico en su enfoque de la competencia, y que esta calidad se logró mediante una técnica superior, que incluía stroking y giros básicos. A diferencia de la mayoría de los patinadores artísticos, Weir realiza sus giros y saltos en el sentido de las agujas del reloj.

## Vida personal
Weir es abiertamente gay. Su orientación sexual fue objeto de especulación mediática durante mucho tiempo; sin embargo, cuando se le preguntó sobre su sexualidad Weir simplemente respondió que «... no es parte de mi deporte y es privado. Puedo dormir con quien yo elija y no afecta lo que hago en el hielo». En su autobiografía Welcome to My World, publicada en enero de 2011, Weir se declaró oficialmente gay, citando una serie de suicidios de jóvenes homosexuales como una de las razones de su decisión: «con gente que se suicida y está asustada dentro del armario, espero que incluso solo una persona pueda ganar fuerza con mi historia».
En 2011, Weir contrajo matrimonio con Victor Voronov (n. 1984), un abogado graduado de la Universidad de Georgetown de origen judío-ruso, en una ceremonia civil en la víspera de Año Nuevo en la ciudad de Nueva York. La pareja se divorció en 2015, citando dificultades domésticas.
Weir fue criado como católico, pero ha declarado que está abierto a otras creencias, incluida la práctica de la Cabalá, declarando que «creo en cualquier cosa buena y que pueda enseñar amor». En febrero de 2012, Weir anunció que estaba considerando convertirse al judaísmo.
Weir ha expresado su admiración por el estilo de patinaje y la cultura de Rusia, además de haberse enseñado a sí mismo hablar y leer el idioma. También habla algo de francés y japonés. Asimismo, es coleccionista de recuerdos del personaje ruso Cheburashka. En 2010, un asteroide del cinturón principal, descubierto en 1995 por el Observatorio Astronómico V. P. Enguelgardt, recibió el nombre de Weir por sugerencia de sus seguidores rusos.

## Controversias

### Ataque homofóbico
Durante los Juegos Olímpicos de Vancouver 2010 en Vancouver, dos locutores canadienses realizaron ataques homofóbicos contra Weir durante sus actuaciones, con comentarios despectivos sobre su sexualidad y presentación. Especulando sobre por qué Weir no recibió una medalla durante los Juegos Olímpicos a pesar de obtener un puntaje considerablemente alto, Claude Mailhot de RDS Network comentó que «esto puede no ser políticamente correcto, pero ¿crees que [Weir] perdió puntos debido a su vestuario y lenguaje corporal?», mientras que Alain Goldberg respondió que «pensarán que todos los chicos que patinan terminarán como él. Es un mal ejemplo». Goldberg y Mailhot luego hicieron bromas sobre cómo Weir debería "competir en la división femenina".
Weir respondió a los comentarios en una conferencia de prensa, sosteniendo que «he oído cosas peores en los baños». Continuó diciendo que «no quiero que dentro de 50 años haya más niños y niñas que tengan que pasar por este tipo de cosas». Más tarde, ambos locutores emitieron una disculpa.

### Amenazas
Durante los Juegos Olímpicos de 2010, Weir nuevamente se convirtió en el centro de una controversia sobre los derechos de los animales al usar pieles de zorro en su traje de patinaje en el evento. Recibió ataques de grupos de activismo como Friends of Animals y PETA. Cuando las protestas se convirtieron en amenazas de violencia contra su persona, Weir anunció que quitaría el pelaje de su traje, aunque siguió defendiendo el uso del pelaje como una "opción personal", y luego señaló que los activistas pasaban por alto el hecho de que todos los patinadores de hielo usaban botas de cuero. Las amenazas de los activistas también forzaron a Weir a cambiar de estadía durante los Juegos Olímpicos. Tenía la intención de quedarse en un hotel, pero por razones de seguridad, optó por alojarse en la Villa Olímpica de Vancouver, compartiendo una suite con la patinadora artística estadounidense Tanith Belbin.

### Juegos Olímpicos de 2013
En 2013, Weir estuvo involucrado en una discusión sobre si Estados Unidos debería boicotear o no los Juegos Olímpicos de Sochi debido a las leyes antihomosexuales de Rusia. Después de expresar públicamente su opinión, recibió amenazas personales. En diciembre, fue asediado por Queer Nation fuera de Barnard College por su posición de que "los Juegos Olímpicos no son el lugar para hacer una declaración política; hay que respetar la cultura de un país que se está visitando". Weir consideró la experiencia como "reveladora" y continuó respondiendo a través de otras entrevistas en los medios. Posteriormente, NBC nombró a Weir y Tara Lipinski como su equipo de cobertura de patinaje artístico en Sochi. Weir comentó: "Soy un estadounidense homosexual... planeo estar allí apoyando plenamente a nuestros hermanos y hermanas y no tener miedo".